# Lavalampa

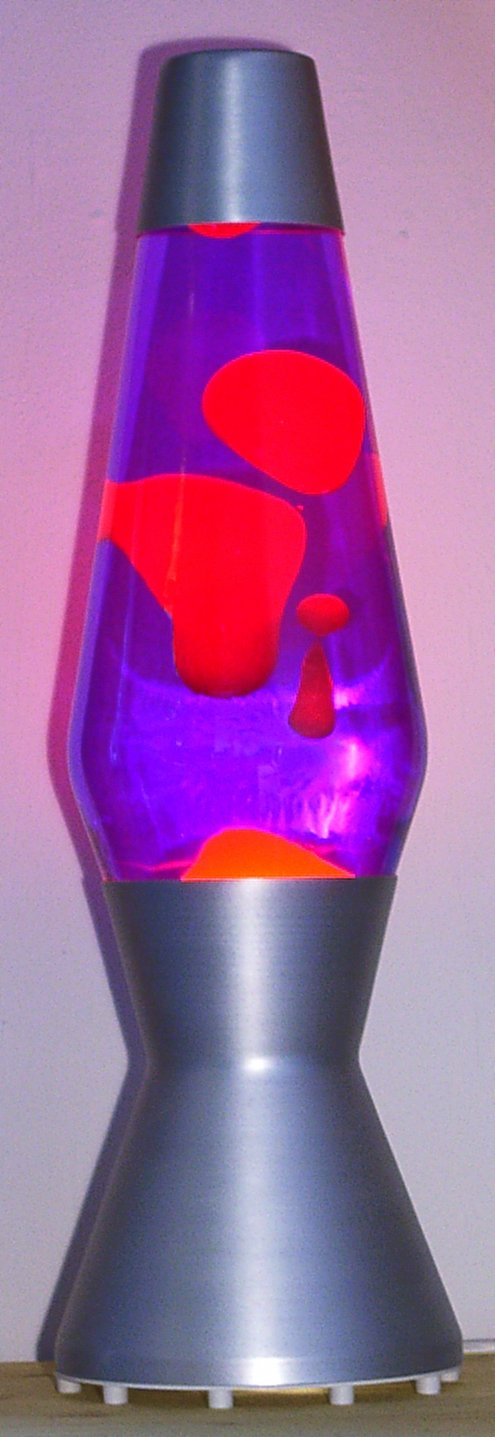
original lavalampa 'Astro' gjorts i England sedan 1963

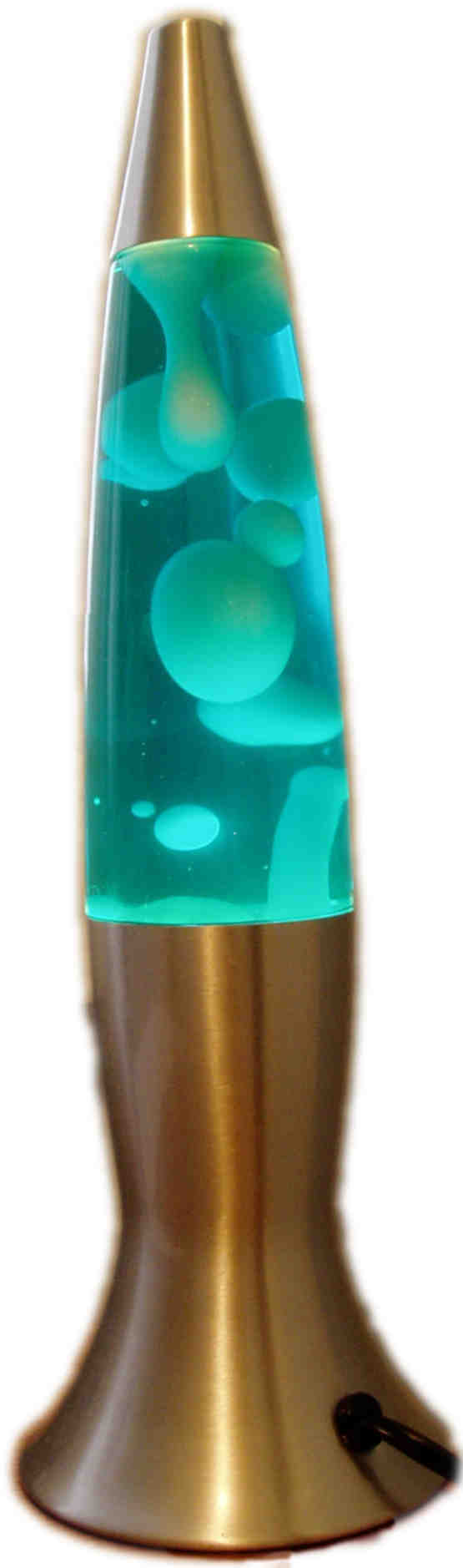
Lavalampa

En lavalampa är en lampa där en glödlampa eller halogenlampa värmer och lyser upp en behållare med två olika vätskor, som rör sig medan lampan är tänd. Lampan används ofta mer som dekoration än som belysning. Den uppfanns av engelsmannen Edward Craven-Walker och lanserades först 1963. De var populära under 1960-talet och fram till 1970-talets första år och fick en renässans från 1990-talet och framåt.
De slumpmässiga klumparna av vax i lampans vattenbehållare har givit lampan dess namn, då de kan liknas vid lavaklumpar. Lavalamporna säljs med många olika former och behållare, men den vanligaste är "rymdskeppslampan" (se bild). Det finns också en mängd olika färger på vaxet och vätskan som lamporna innehåller.
Lavalampan fungerar genom att vattnet inuti glaskroppen värms underifrån av en glödlampa. Det är oftast en reflektorlampa för att få så mycket värme och ljus som möjligt i uppåtgående riktning. Vaxet stiger då av värmen. Ju längre ifrån lampan det kommer, desto svalare blir vaxet och sjunker återigen ner mot lampan. Eftersom uppåtstigande och nedåtfallande vax kolliderar, rör vaxet på sig mer eller mindre slumpmässigt.
Förutom vax finns även lampor med glittrande vax, samt bubblor av gas som har olika densitet beroende på temperatur och därför stiger och sjunker.
Vissa lavalampor är så tätt kapslade att de kan nå en väldigt hög temperatur runt lampan. Därför varnas det ofta för att ha dem tända för länge och utan uppsikt. Högst runt 10 timmar brukar rekommenderas innan det är dags att släcka.